# Dörfles-Esbach
Dörfles-Esbach è un comune tedesco di 3 844 abitanti, situato nel land della Baviera.

## Storia

### Simboli
Lo stemma è stato approvato nel 1977 dal governo dell'Alta Franconia e si presenta:
 
Il tronco di quercia con quattro ghiande deriva dalle insegne della famiglia Esbacher. Le case richiamano il toponimo Dörf ("villaggio") e ricordano anche l'argilla rossa che viene estratta e lavorata nella regione. La fascia ondata riproduce il corso del fiume Itz che attraversa il centro abitato.